# Hooley (Surrey)
Hooley est une localité anglaise du Surrey située au sud du centre de Londres.